# Krwawa pięść V: Na celowniku
Krwawa pięść V: Na celowniku (tytuł oryg. Bloodfist V: Human Target) – amerykański film akcji z roku 1994, czwarty sequel kultowej Krwawej pięści (1989) Terence’a H. Winklessa.